# Tillandsia complanata
Tillandsia complanata är en gräsväxtart som beskrevs av George Bentham. Tillandsia complanata ingår i släktet Tillandsia och familjen Bromeliaceae. Inga underarter finns listade i Catalogue of Life.